# Kościół św. Katarzyny w Brodnicy (archidiecezja poznańska)
Kościół św. Katarzyny w Brodnicy – rzymskokatolicki kościół parafialny we wsi Brodnica, w powiecie śremskim. Należy do dekanatu śremskiego.

## Historia
Świątynię budowano w latach 1867–1874 według projektu architekta Stanisława Hebanowskiego w stylu neogotyckim, na miejscu drewnianej, spalonej w 1862, konsekrowany w dniu 26 listopada 1888 przez księdza biskupa Edwarda Likowskiego. Wysmukła prostokątna wieża od zachodu i transept zostały dobudowane w 1890 roku. 

## Architektura
Budowla jednonawowa z przęsłem i pięciobocznym zamkniętym prezbiterium od strony wschodniej. Wyposażenie kościoła składa się m.in. z rzeźb późnobarokowych i klasycystycznego tabernakulum. Na zewnętrznej elewacji są umieszczone epitafia dawnych właścicieli wsi. Ołtarz główny posiada strzeliste wieżyczki i bogate sztukaterie. Ma formę tryptyku z symetrycznie względem środka przedstawionymi postaciami świętych katolickich.

## Otoczenie

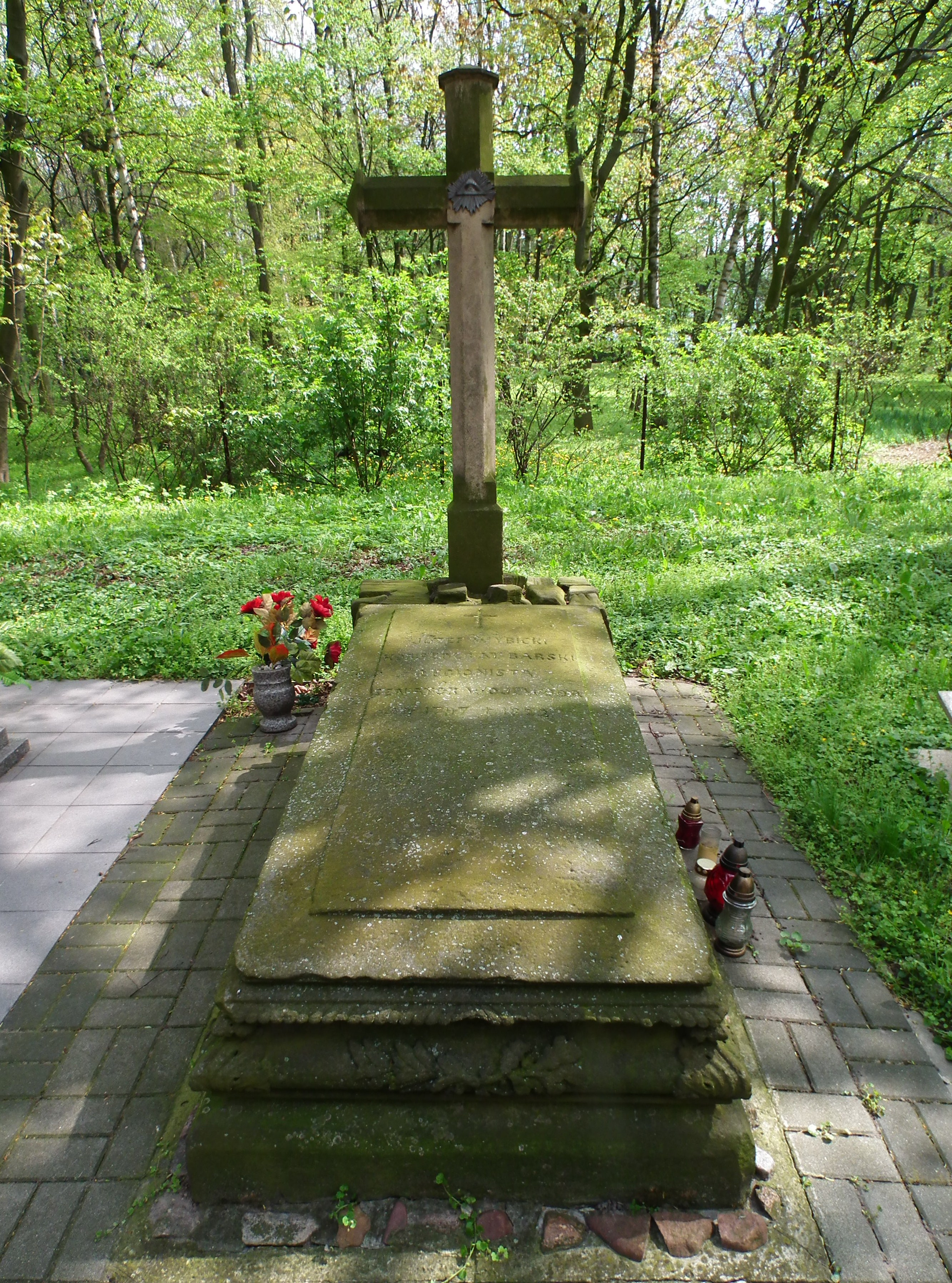
Pusty grób Józefa Wybickiego przy kościele św. Katarzyny

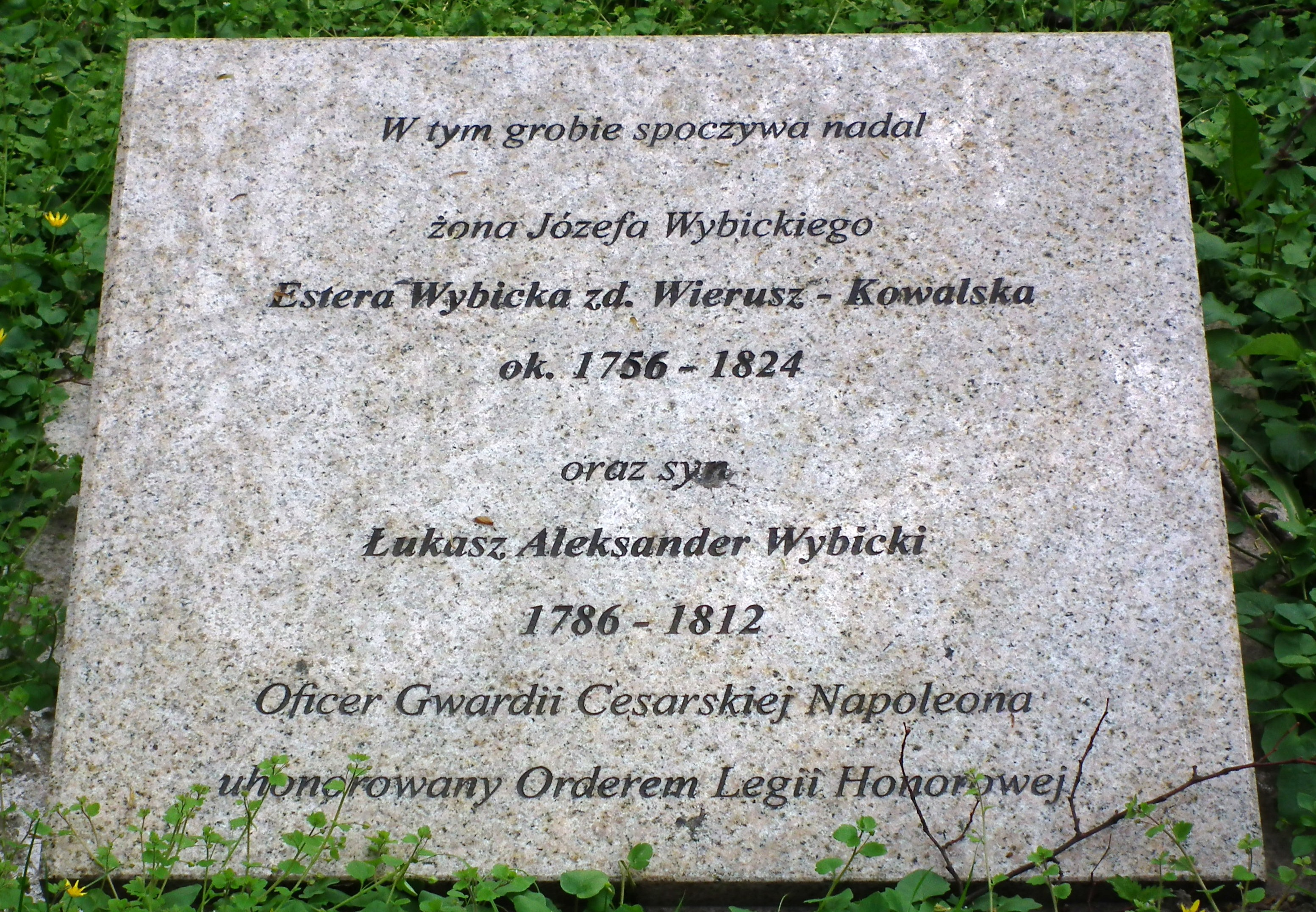
Tablica na grobie Estery Wybickiej i Łukasz Aleksandra Wybickiego (żony i syna Józefa Wybickiego)

Przy kościele znajduje się pusty grób gen. Józefa Wybickiego z 1880, którego prochy przeniesiono w 1923 roku do kościoła Św. Wojciecha w Poznaniu. W grobie obok nadal spoczywa żona Wybickiego – Estera Wybicka z domu Wierusz-Kowalska (1756–1824), a także ich syn – Łukasz Aleksander Wybicki, oficer Gwardii Cesarskiej Napoleona, uhonorowany Orderem Legii Honorowej (1786–1812).